# Marçais
 Marçais  es una población y comuna francesa, situada en la región de  Centro, departamento de Cher, en el distrito de Saint-Amand-Montrond y cantón de Saint-Amand-Montrond.

## Demografía
| 531 | 484 | 424 | 372 | 371 | 324 |
| Para los censos de 1962 a 1999 la población legal corresponde a la población sin duplicidades (Fuente: INSEE [Consultar]) |     |     |     |     |     |